# برنامج فوستوك
فوستوك (بالروسية: Восток، وتعني الشرق) هو مشروع سوفييتي لرحلات الفضاء البشرية التي نجحت في وضع إنسان في مدار حول الأرض لأول مرة. وكان برنامج المركبة الفضائية فوستوك قد تطور من مشروع القمر الصناعي للتجسس زينيت وكيف الصاروخ فوستوك من تصميم ICBM القائم. وقبل إصدار اسم فوستوك أول مرة للصحافة، كان المشروع سريًّا.
كان هناك ستة رحلات فضائية مأهولة في برنامج فوستوك، وقعت بين عامي 1961 و1963. وهذا البرنامج كان سابقًا لبرنامج فوسخود الذي استخدم كبسولات فوستوك معدلة. وبحلول أواخر الستينات، تم استبدال تلك البرامج من قبل برنامج سويوز، الذي استمر حتى عام 2011.

## نظرة عامة
أطلق الاتحاد السوفيتي أول قمر صناعي في العالم، سبوتنك 1، في مداره عام 1957. سيكون احتلال البشر للفضاء هو المَعلم القادم في تاريخ استكشاف الفضاء، وأراد كل من السوفييت والأمريكان أن يكونوا أول من يفعل ذلك.

## اختيار رائد الفضاء وتدريبه
بحلول يناير عام 1959، بدأ السوفييت في الإعداد إلى رحلة بشرية إلى فضاء. أصر أطباء القوات الجوية السوفييتية على أن يكون رواد الفضاء المحتمل ترشحهم من الطيارين في القوات الجوية، بحجة أنهم سيكونون ماهرين نسبيًا في أمور مثل التعرض لقوات جي أعلى، بالإضافة إلى خبرة التعامل مع المقعد القذفي؛ واختار الأمريكيون كذلك مجموعة ميركيوري سيفين في أبريل 1959، التي كان كل فرد منها ذا خلفية في مجال الطيران. كان على المرشحين أن يكونوا أذكياء وقادرين على التصرف في المواقف التي يتعرضون فيها لضغط عالٍ بالإضافة إلى اللياقة البدنية.
قرر رئيس مصممي البرنامج الفضائي السوفييتي سيرجي كوروليف أن رائد الفضاء يجب أن يكون ذكرًا بين 25 و30 سنة، لا يزيد طوله عن 1.75 متر ولا يزيد وزنه عن 72 كيلوغرام. اعتُمدت المواصفات النهائية في يونيو 1959. وبدأ إجراء المقابلات مع رواد الفضاء المحتملين قبل سبتمبر. بالرغم من أن الطيارين لم يكونوا على علم أنهم قد يذهبون إلى الفضاء، ويعتقد أحد الأطباء المسئولين عن عملية اختيار الرواد أن بعض الطيارين قد اكتشفوا ذلك بأنفسهم. اجتاز أكثر من 200 مرشح مرحلة الاختيار، وبحلول شهر أكتوبر أجريت سلسلة من الاختبارات الجسدية المرهقة على هؤلاء المتبقيين، مثل التعرض لضغط منخفض واختبار الطرد المركزي. بنهاية عام 1959، وقع الاختيار على 20 رجل. أصر كوروليف على أن تزيد مجموعته على فريق ناسا الذي يضم سبعة من رواد الفضاء. كان هناك خمسة من بين هؤلاء العشرين خارج نطاق العمر الرغوب فيه؛ وبالتالي لم يشددوا على شرط السن. على عكس مجموعة رواد الفضاء التابعة لناسا، لم يكن هذا الفريق يتكون خصوصًا من طيارين خبراء، كان بليايف أكثرهم خبرةً محققًا 900 ساعة من الطيران. كانت سفن الفضاء السوفييتية أكثر آلية من نظائرها الأمريكية، فلم تكن الخبرة الكبيرة في مجال الطيران أمرًا ضروريًا.
في 11 يناير 1960، وافق المرشال الأول لقوات الطيران السوفييتية على خطط تأسيس مركز تدريب رواد الفضاء، غرضه الوحيد هو إعداد رواد الفضاء للرحلات القادمة؛ في البداية كانت المنشأة ستضم 250 موظفًا. كلف فرشينين الطيار المشهور بالفعل نيكولاي كامانين كي يشرف على العمليات المدارة في المنشأة. وصل رواد الفضاء إلى مركز التدريب بحلول مارس، وألقى فرشنين كلمة ترحيب في 7 مارس، وأُدخل أولئك الذين كانوا حاضرين رسميًا في مجموعة رواد الفضاء. في منتصف يونيو، كان كل العشرين متمركزين بشكل دائم في المركز. في مارس، بدأ رواد الفضاء اتباع نظام رياضي يومي وتلقوا دروسًا في مواضيع مثل أنظمة صواريخ الفضاء والملاحة والجيوفيزياء والفلك.
ونظرًا لضيق مساحة المنشأة في البداية، نُقل رواد الفضاء وطاقم العمل إلى منشأة جديد في ستار سيتي (المعروفة حينها بزيليني). التي أصبحت مكان برنامج تدريب رواد الفضاء الروسي لمدة 60 عامًا. حدث هذا الانتقال رسميًا في 29 يونيو 1960.

### فانغارد سيكس
في معهد غروموف لبحوث الطيران، بُني نظام محاكاة لسفينة فضاء يُسمى تي دي ك-1. ثم قرروا أن يختاروا ستة رجال منهم كي يتلقوا تدريبًا سريعًا بسبب قلة كفاءة تدريب رواد الفضاء العشرين جميعًا في المحاكاة. واختيرت هذه المجموعة في 30 مايو 1960 وكانت تتكون من كارتاشوف ونيكولايف وبوبوفيش وتيتوف وفارلاموف. يذكر ألكسي لينوف أن هؤلاء الستة كانوا الأقصر في المجموعة ذات العشرين رجلًا.